# جیانماریا برونی
جیانماریا «جیمی» برونی (ایتالیایی: Gianmaria "Gimmi" Bruni؛ زادهٔ ۳۰ مهٔ ۱۹۸۱ در رم) رانندهٔ مسابقات اتومبیل‌رانی اهل ایتالیا است که در فصل ۲۰۰۴ در مجموع در هجده گراند پری از مسابقات جهانی فرمول یک شرکت کرد، اما موفق به کسب هیچ امتیازی نشد.